# Burras
Burras – wieś w Anglii, w Kornwalii. Leży 22 km na wschód od miasta Penzance i 390 km na zachód od Londynu.